# Shigeno Kibe
Pour les articles homonymes, voir Kibe (homonyme).
Shigeno Kibe (木部 シゲノ, Kibe Shigeno) est une pionnière de l'aviation japonaise née le 12 novembre 1903 et morte le 29 juillet 1980. Elle est notamment la première Japonaise à avoir obtenu une licence de pilote de deuxième classe.

## Biographie
Shigeno nait à Buzen, dans l'est de la Préfecture de Fukuoka. Elle a trois ans quand sa famille déménage à Nampo, dans la province de Pyongan du Sud, en Corée.
En 1923 elle s'installe à Tokyo et est admise à l'École supérieure d'aviation (第一航空学校, Daiichi Aviation School) de Yokohama, déplacée à Funabashi, Chiba plus tard. Pour payer ses études, elle passe le permis de conduire et travaille à temps partiel pour une société de transport. Elle prend l'habitude, qu'elle gardera toute sa vie, de se couper les cheveux court et de porter des tenues masculines. Un an après sa sortie de l'école, elle décroche sa licence de pilote de troisième classe. Sa célébrité croît : décrite comme une « beauté vêtue en homme », elle voyage de ville en ville et donne des conférences.  
En août 1927, Shigeno Kibe devient la première Japonaise à obtenir une licence de deuxième classe. Dans l'objectif d'obtenir une licence de voltige aérienne, elle postule pour un programme d'entrainement militaire ouvert aux civils : le commandant de l'aérodrome de Kasumigaura du Service aérien de la Marine impériale japonaise l'accepte pour un stage probatoire de dix jours : elle le quitte licence en poche. Au mois de novembre, Shigeno participe à des démonstrations aériennes dans trois villes de la péninsule coréenne (Nampo, Pyongyang et Keijo) à bord d'un Avro 504 K.  
À Moukden, elle se joint aux forces du seigneur de la guerre mandchou Chang tso-Lin, soutenu par les Japonais. Il est possible qu'elle participe à des bombardements aériens contre les forces chinoises de Tchang Kaï-chek. 
En août et septembre 1928, on la retrouve sur plusieurs aérodromes du nord de l'île de Kyūshū, dont ceux de sa ville natale, de Fukuoka et de Kokura. Mais le 6 septembre 1928, elle se blesse grièvement lors d'un vol à Fukuchi : son Nieuport 24-C1 chahuté par un fort vent de travers heurte de l'aile un talus et s'écrase. La suite de sa tournée est annulée. 
De retour dans la région de Kantō, elle enseigne à l'École supérieure d'aviation en tant qu'instructrice assistante.
Shigeno prend sa retraite en 1933, et retourne à Nampo pour diriger une entreprise de taxi. Elle la revend quand la seconde guerre sino-japonaise provoque un rationnement de l'essence, et en 1938 déménage à Pékin : elle y enseigne l'aviation, et plus particulièrement le vol-à-voile. Pendant la guerre du Pacifique, elle s'engage comme supplétive dans les forces japonaises.
Elle rentre de Pékin en 1948, et participe à la fondation de l'Association japonaise des aviatrices, dont elle devient présidente. 
Shigeno rentre à Buzen dans les dernières années de sa vie, et y meurt le 29 juillet 1980. 

## Récompenses
- Shikebo Kibe reçoit en 1966 la médaille de l'ordre de la Couronne précieuse de sixième classe, pour ses années de service dans l'aviation.